# Romanització revisada del coreà
La romanització revisada del coreà (국어의 로마자 표기법; literalment: notació en lletres llatines de l'idioma nacional) és el sistema oficial de romanització a Corea del Sud i substitueix l'antic sistema McCune–Reischauer. El nou sistema elimina els diacrítics en favor dels dígrafs i és més prop de la fonologia del coreà que no pas de la fonètica de les llengües estrangeres.

## Caràcterístiques
- hangul= 국어의 로마자 표기법
- hanja= 國語의 로마字 表記法
- rr=gugeoui romaja pyogibeop
- mr=kugŏŭi romaja p'yogipŏp

## Regles de transcripció

### Lletres vocals
| Hangul       | ㅏ | ㅐ | ㅑ | ㅒ  | ㅓ | ㅔ | ㅕ  | ㅖ | ㅗ | ㅘ | ㅙ  | ㅚ | ㅛ | ㅜ | ㅝ | ㅞ | ㅟ | ㅠ | ㅡ | ㅢ | ㅣ |
| Romanització | a  | ae | ya | yae | eo | e  | yeo | ye | o  | wa | wae | oe | yo | u  | wo | we | wi | yu | eu | ui | i  |

### Lletres consonants
| Hangul       | Hangul  | ㄱ | ㄲ | ㄴ | ㄷ | ㄸ | ㄹ | ㅁ | ㅂ | ㅃ | ㅅ | ㅆ | ㅇ | ㅈ | ㅉ | ㅊ | ㅋ | ㅌ | ㅍ | ㅎ |
| Romanització | Inicial | g  | kk | n  | d  | tt | r  | m  | b  | pp | s  | ss | -  | j  | jj | ch | k  | t  | p  | h  |
| Romanització | Final   | k  | k  | n  | t  | -  | l  | m  | p  | -  | t  | t  | ng | t  | -  | t  | k  | t  | p  | t  |